# Spisovatel jako povolání
Spisovatel jako povolání  (japonsky 職業としての小説家, Shokugyō toshite no shōsetsuka) je kniha úvah a vzpomínek japonského spisovatele Haruki Murakami z roku 2015. Obsahuje jedenáct esejí a fejetonů. Česky kniha vyšla roku 2017 v překladu Tomáše Jurkoviče v nakladatelství Odeon jako součást edice Světová knihovna.

## Obsah
Přestože Haruki Murakami nedává rozhovory, nerad se fotí a nerad rozebírá své dílo, v této knize se vyjadřuje k tématu spisovatelství. Volí formu rukopisů připravovaných přednášek, texty vznikaly spontánně a spisovatel je psal pro sebe samotného. Jsou kompilací názorů na to, jak se píše literatura.
Před vydáním knihy vyšlo několik kapitol v japonském literárním časopise Monkey.